# Gregor Pötscher
Gregor Pötscher (* 26. März 1973 in Graz) ist ein ehemaliger österreichischer Fußballspieler und nunmehriger -trainer.

## Karriere
Der Allrounder begann seine Karriere beim SV Übelbach in der Steiermark. Bereits 1986 wechselte er in den Nachwuchs des Grazer AK. Durch den Abstieg des Klubs im Jahr 1990 wurde er schon früh in der Kampfmannschaft als Stürmer eingesetzt. 1992/93 wurde er an DSV Leoben ausgeliehen, nach Beendigung des Leihvertrags aber zurückgeholt. Mit den Jahren wurde er vom Offensivspieler zum  Defensivspezialisten, zumeist als Rechtsverteidiger. Durch seine offensive Spielweise und seine Schnelligkeit wurde er zu einer bedeutenden Figur im Team. So wollte ihn der SK Rapid Wien im Sommer 1998 verpflichten, Pötscher bekam aber keine Freigabe. Er wurde dreimal österreichischer Cupsieger und einmal österreichischer Meister mit den Grazer Rotjacken. 2006 beendete er seine Karriere als Aktiver und wechselte umgehend in den Betreuerstab des Nachwuchses. Seit 2008 war er Trainer bei seinem Stammklub, ab Jänner 2010 war er bis zum Ende der Saison Trainer beim ASK Köflach in der Weststeiermark. Von April 2011 bis Februar 2012 war er als Trainer beim Regionalligisten DSV Leoben tätig.
Ab Jänner 2017 war Pötscher als Jugendtrainer beim JAZ GU-Süd (Jugendausbildungszentrum Graz-Umgebung-Süd) tätig, dem steirischen Jugend-Kooperationsklub des FC Red Bull Salzburg, bei dem zu dieser Zeit auch die ehemaligen Fußballprofis Gernot Sick, Hannes Toth, Ferdinand Feldhofer und Diego Rottensteiner tätig waren. Ab März 2017 war er zusätzlich auch noch Co-Trainer unter Enrico Kulovits beim USV Mettersdorf. Im Sommer 2018 legte er seine Tätigkeiten beim JAZ GU-Süd und dem USV Mettersdorf zurück und fungierte ab August 2018 als Co-Trainer dem SV Übelbach und war bei diesem ab September 2018 auch als Jugendtrainer im Einsatz. Im Sommer 2020 beendete er sein Engagement in der Heimat und begann wieder am JAZ GU-Süd zu arbeiten.
Pötscher, der seit 2011 Teil der Vereinigung der Fußballer (VdF) ist, fungiert dort als administrativer Leiter und ist für die Mitgliederbetreuung zuständig.
Seit seiner Jugend tritt er immer wieder auch als Eishockeyspieler in Erscheinung und kommt dabei seit vielen Jahren für EC Tigers Übelbach zum Einsatz.
Als Obmann des Vereins Zukunft mit Sport – Verein zur Förderung von Sozialkompetenz durch Sport organisiert er außerdem die sogenannten starcamps – Fußballcamps für Kinder und Jugendliche zwischen 7 und 14 Jahren. Sein VdF-Kollege und langjähriger Freund Gernot Baumgartner tritt beim Verein als Mitorganisator und Schriftführer in Erscheinung.